# Kvint Kurcij Ruf
Kvint Kurcij Ruf (latinsko Quintus Curtius Rufus) je rimski zgodovinar, ki je živel v času vladavine rimskega cesarja Klavdija (41-54 n. št.) ali Vespazijana (69-79 n. št.). Njegovo edino ohranjeno delo, Historiae Alexandri Magni, je biografija Aleksandra Velikega v latinščini v desetih knjigah, od katerih sta prvi dve izgubljeni, preostalih osem pa je nepopolnih. Njegovo delo je tekoče napisano, površna raziskava pa je razkrila avtorjeve napake glede geografije, kronologije in tehničnega vojaškega znanja. Podrobnejša študija je razkrila, da se je osredotočal na značaj in protestiral proti tistim cesarjem v njegovem času, za katere je menil da so tirani. Kljub temu, da je veliko informacij, ki jih imamo o tej starodavni zgodovini relativno nejasnih, pomembni dokazi kažejo, da je utrpel eno od prvih znanih primerov obolenja očesne veznice. Več znanstvenikov trdi, da je zato, ker se ni zdravil, podlegel zgodnji smrti.
Kurcijeva Historiae Alexandri Magni je uživala popularnost v visokem srednjem veku. To je bil glavni vir za Walterja Chatillonskega epsko pesnitev Alexandreis.

## Življenje
Kurcijeva življenjska zgodovina in čas rojstva niso znani. Sodobne raziskave kažejo, da je Kurcij živel v 1. stoletju n. št. Tudi besedišče in literarni slog njegovega dela kažejo, da je obdobje najverjetneje datirano za časa vladavine cesarja Klavdija I. ali Vespazijana
Tudi kot oseba o avtorju ni nič potrjeno. Njegov odnos do »barbarov«, Grkov in Partov, se pogosto razume kot da piše z vidika rimskega statusa prestižne družbe. Njegov odnos do plebejcev (preprosti ljudje iz nižjega razreda) in vrednostni sistem Historiae se glasi deloma kot odsev morebitnega članstva v plemstvu, deloma kot tipičen homo novus, ki je prvi v družini.  Tacit in Plinij omenjata politika z istim imenom, ki je bil homo novus pod Tiberijem, ki je leta 43 opravljal funkcijo consul suffectus, kasneje pa kot legat šel v provinco Gornja Germanija in na koncu umrl kot proconsul province v Afriki.

## Zgodovinska vrednost njegovega dela
William Woodthorpe Tarn ga je kritiziral zaradi svojega "popolnega pomanjkanja zgodovinskega načela." Pogled Johna Yardley kaže, da ima veliko opraviti s tem, kako Kurcij diskreditira Alexandra. Zgodovinska pisateljica Mary Renault v predgovoru k svoji biografiji o Aleksandru Fire from Heaven, obravnava različne vire, ki je študirala v pripravi na omenjeno delo, in izraža veliko ogorčenje nad Kurcijem, ki "so imeli dostop do neprecenljivih primarnih virov, zdaj izgubljeni", ki je bil po njenem mnenju napačno razumljen in popačen. Zgodovinar B.A. Bosworth brani Kurcija zoper nekatere od teh trditev v splošnem članku o verodostojnosti antičnih grških in rimskih zgodovinarjev, Plus ça change ... Ancient Historians and their Sources" (Classical Antiquity vol. 22, No. 2 (October 2003), 167-198).